# لنگربچه

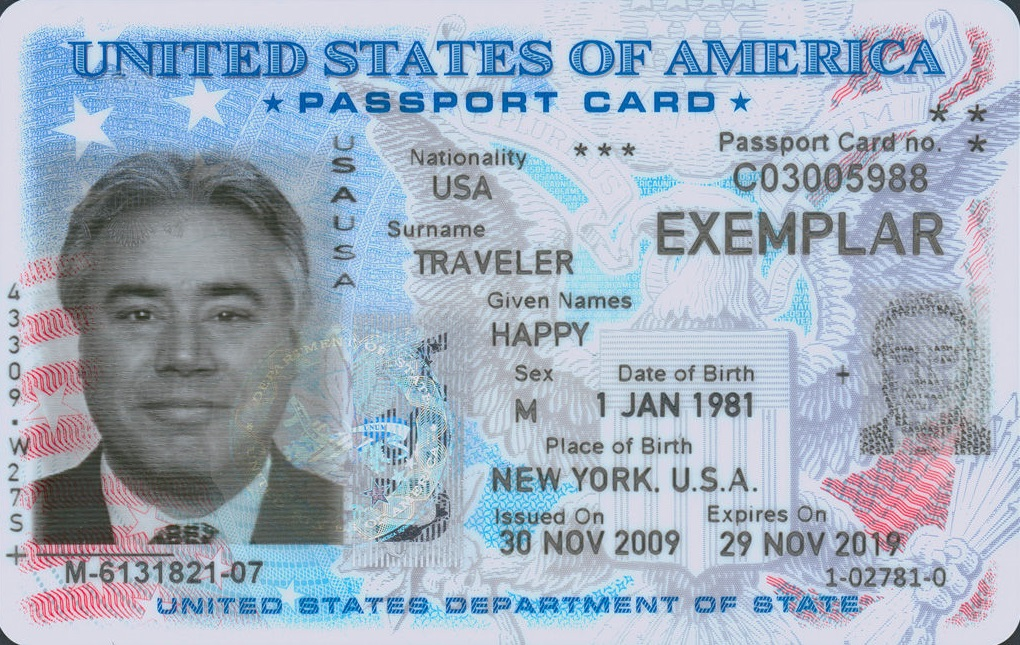
نمونه ای از پاسپورت یک لنگر بچه

لَنگَربچه (انگلیسی: anchor baby) به کودکی گفته می‌شود که مادرش شهروندی کشوری که در آن متولد شده است را ندارد ولی بر اساس قوانین تابعیت والدین او می توانند اقامت قانونی بگیرند.  در ایالات متحده این اصطلاح عموماً به شکل اهانت آمیز و برای تاکید بر استفاده از کودک (که بر اساس اصلاحیه چهاردهم قانوناً شهروند آمریکا محسوب می‌شود) برای گرفتن اقامت به کار برده می‌شود    این اصطلاح همچنین غالباً در خلال بحث درباره مهاجرت غیرقانونی به ایالات متحده مورد استفاده قرار می گیرد.  اصطلاح مشابه "کودک گذرنامه" در کانادا برای کودکانی که از طریق زایمان یا به اصطلاح " زادگردی" به دنیا آمده اند استفاده شده است.  